# Ágios Spyrídon (Piérie)
Ágios Spyrídon, en grec moderne : Άγιος Σπυρίδων, est un village du dème de Díon-Ólympos, de Macédoine-Centrale en Grèce.
Selon le recensement de 2011, la population du village s'élève à 1 489 habitants.